# Ellsworth (New Hampshire)
Pour les articles homonymes, voir Ellsworth.
Ellsworth est une municipalité américaine située dans le comté de Grafton au New Hampshire. Selon le recensement de 2010, sa population est de 83 habitants.

## Géographie
La municipalité s'étend sur 21,49 milles carrés (55,66 km2), dont 0,12 milles carrés (0,31 km2) d'étendues d'eau.

## Histoire
La localité est fondée en 1769 et nommée en l'honneur de Barlow Trecothick. Elle devient une municipalité en 1802 et adopte son nom actuel, en l'honneur d'Oliver Ellsworth, président de la Cour suprême.
Au 29 novembre 2016, Ellsworth est la dernière dry town du New Hampshire, interdisant la vente de boissons alcoolisées.

## Démographie
Selon l'American Community Survey de 2018, la totalité de la population d'Ellsworth est blanche et parle l'anglais à la maison. Ses habitants sont particulièrement âgés, avec un âge médian de plus de 60 ans (alors qu'il est de 38 ans à l'échelle du pays).
Bien que son revenu médian par foyer de 50 250 dollars soit inférieur à celui du New Hampshire (74 057 dollars) et des États-Unis (60 293 dollars), Ellsworth connaît un taux de pauvreté bien plus faible (1,6 % contre respectivement 7,6 % et 11,8 %),.